# جاکارتا (دی‌جی)
جاکارتا (انگلیسی: Jakarta) یک تیم تولید موسیقی رقص الکترونیک و الکترو هاوس فرانسوی متشکل از دنی وایلد، آلن پراید، دیوید کین و دیو کینگ است. موسیقی آن‌ها در سبک ترایبل هاوس اما با صدایی کودکانه است. مطرح‌ترین ترک‌های آن‌ها «سوپراستار» (به انگلیسی: Superstar) و «یک هوس» (به انگلیسی: One Desire) هستند که در چارت‌های فرانسه در ۲۰۰۸ موفق بودند.